# لورانس مور كوسغريف
لورانس مور كوسغريف (بالإنجليزية: Lawrence Vincent Moore Cosgrave)‏ هو دبلوماسي كندي، ولد في 28 أغسطس 1890 في تورونتو في كندا، وتوفي في 28 يوليو 1971 في لاك برومي في كندا.